# 謝爾曼鎮區 (內布拉斯加州安蒂洛普縣)
謝爾曼鎮區（英語：Sherman Township）是位於美國內布拉斯加州安蒂洛普縣的一個行政鎮區。

## 地方資料
謝爾曼鎮區的面積為92.75平方千米，當中陸地面積為92.65平方千米，而水域面積為0.10平方千米。根據2020年美國人口普查的數據，當地共有人口112人，而人口密度為每平方千米1.21人。